# Casato degli Oldenburg

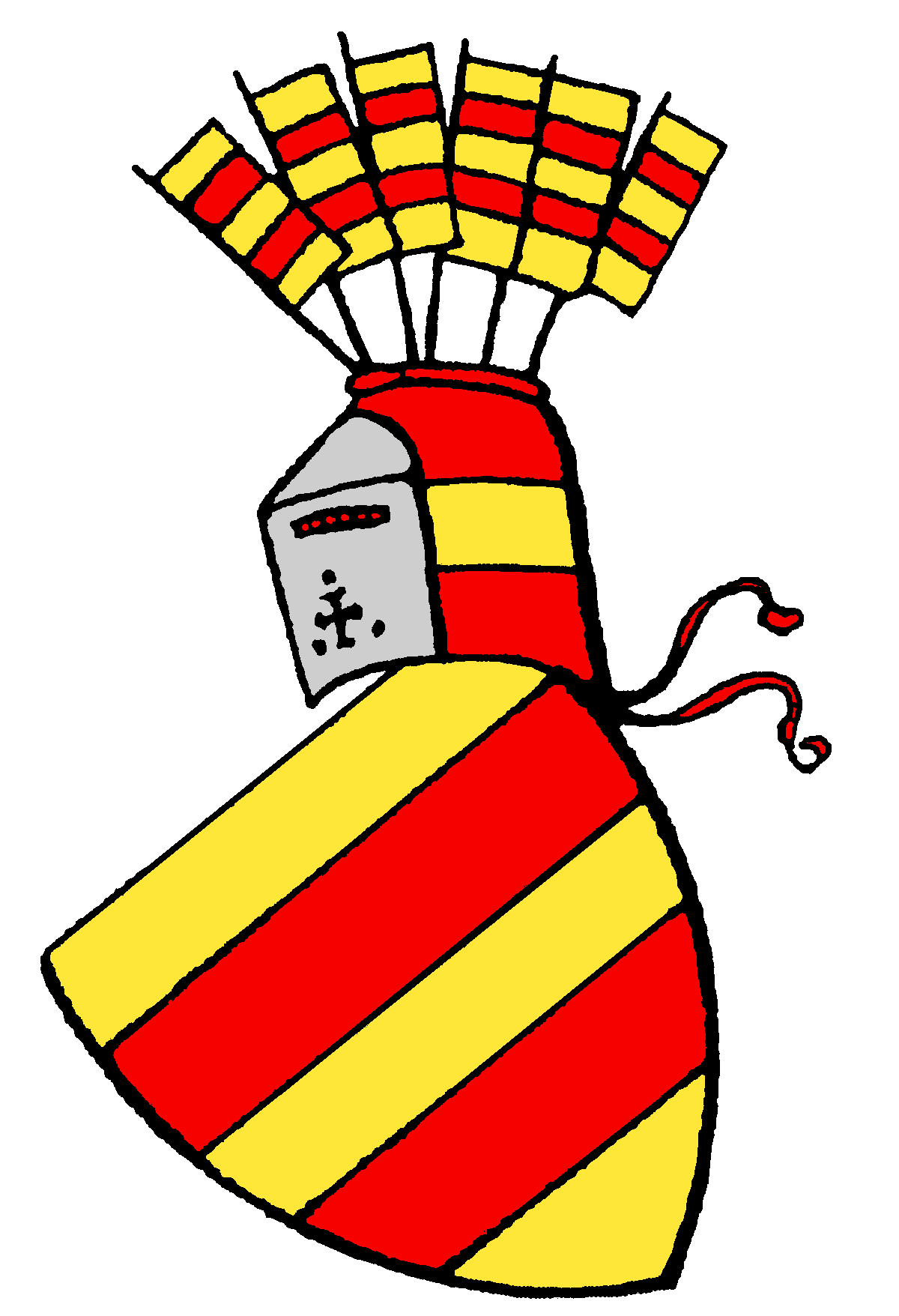
Stemma del Casato degli Oldenburg

Il Casato degli Oldenburg è una famiglia reale tedesca settentrionale e una delle più influenti e longeve case reali europee.
Gli Oldenburg sono entrati nel novero delle famiglie reali quando il Conte Cristiano I di Oldenburg fu eletto Re di Danimarca nel 1448; da allora in avanti gli Oldenburg sono la famiglia reale danese. Nel 1450 Cristiano I ascese anche al trono del Regno di Norvegia. Allo stesso casato appartengono anche gli zar russi a partire da Paolo I.
L'oculata politica dinastica dei conti medievali Oldenburg ha permesso a molti dei loro discendenti di salire sul trono di vari regni scandinavi. Nel XIV secolo, attraverso il matrimonio con un discendente del re Valdemaro I di Svezia e del re Eric IV di Danimarca, gli Oldenburg reclamarono i troni di Svezia e Danimarca dal 1350.
Al tempo, i competitori erano i successori di Margherita I di Danimarca. Nel XV secolo, l'erede Oldenburg sposò Edvige di Holstein, discendente di Eufemia di Svezia e Norvegia e discendente di Eric V di Danimarca. Dato che i discendenti situati più in alto negli alberi genealogici erano morti, il figlio Cristiano I divenne re di tutti e tre i regni dell'Unione di Kalmar. Il Casato di Meclemburgo era il principale avversario nella successione ai troni settentrionali. Vari rami della dinastia Oldenburg hanno regnato in diversi Paesi, come mostra l'elenco.
Per la lista esatta dei reggenti dello stato di Oldenburg, vedasi alla voce Oldenburg (stato).

## Linea principale
- Re di Danimarca (1448-1863),
- Re di Norvegia (1450-1814),
- Re di Svezia (1457-1464, 1497-1501 e 1520-1521),
- Duchi dello Schleswig e Conti di Holstein (1460-1544),
- Duchi dello Schleswig e Holstein che governarono solo parte delle province (1544-1721/1773)
- Duchi dello Schleswig (1721 - 1863) (governanti l'intera provincia)
- Duchi di Holstein (1773-1863) (governanti l'intera provincia)
- Conti e poi Duchi di Oldenburgo (1180-1773) poi passato al ramo cadetto degli Holstein-Gottorp
- Re del Regno Unito e di tutti gli altri Reami del Commonwealth (dall’ascesa di Re Carlo III, patrilinealmente)

## Rami
- Schleswig-Holstein-Sonderburg-Augustenburg, estinta
  1. duca pretendente di Schleswig-Holstein in 1863
- Schleswig-Holstein-Sonderburg-Glücksburg
  1. duca di Schleswig-Holstein
  2. Re di Danimarca (dal 1863)
  3. Re d'Islanda (1918–44)
  4. Re degli Elleni (1863–1924, 1935–73)
    - Sebbene Filippo, duca di Edimburgo, i suoi figli maschi ed i loro figli discendano patrilinearmente da questo ramo, con dichiarazione del monarca britannico, i suoi figli e altri discendenti portano il titolo di "altezza reale" sono de jure membri del casato di Windsor.[1]

  5. Re di Norvegia (dal 1905)
- Schleswig-Holstein-Gottorp
  1. Duchi di Holstein-Gottorp (1544–1739)

  - Holstein-Gottorp-Romanov (chiamati comunemente Romanov)
    1. Duchi di Holstein-Gottorp (1739–73)
    2. Zar di Russia (1762 e 1796–1917)

  - Holstein-Gottorp (ramo svedese), estinto
    1. Re di Svezia (1751–1818)
    2. Re di Norvegia (1814–18)

  - Holstein-Gottorp (ramo granducale)
    1. duchi, e poi granduchi di Oldenburg (1773–1918)

## Linea di successione
per primogenitura agnatizia:
- Federico I Re di Danimarca (1471–1533)
  - Cristiano III Re di Danimarca (1503–1559)
    - Giovanni, Duca di Schleswig-Holstein-Sonderburg (1545–1622)
      - Alessandro, Duca di Schleswig-Holstein-Sonderburg (1573–1627)
        - Augusto Filippo, Duca di Schleswig-Holstein-Sonderburg-Beck (1612–1675)
          - Federico Luigi, Duca di Schleswig-Holstein-Sonderburg-Beck (1653–1728)
            - Pietro Augusto, Duca di Schleswig-Holstein-Sonderburg-Beck (1697–1775)
              - Principe Carlo Antonio di Schleswig-Holstein-Sonderburg-Beck (1727–1759)
                - Federico Carlo, Duca di Schleswig-Holstein-Sonderburg-Beck (1757–1816)
                  - Federico Guglielmo, Duca di Schleswig-Holstein-Sonderburg-Glücksburg (1785–1831)
                    - Federico, Duca di Schleswig-Holstein-Sonderburg-Glücksburg (1814–1885)
                      - Federico Ferdinando, Duca di Schleswig-Holstein (1855–1934)
                        - Guglielmo Federico, Duca di Schleswig-Holstein (1891–1965)
                          - Pietro, Duca di Schleswig-Holstein (1922–1980)
                            - Cristoforo, Duca di Schleswig-Holstein (1949-2023)
                              -  Federico Ferdinando, Duca di Schleswig-Holstein (n. 1985)
                                - (1) Principe Alfredo di Schleswig-Holstein (n. 2019)
                                - (2) Principe Alberto di Schleswig-Holstein (n. 2020)

                              - (3) Principe Costantino di Schleswig-Holstein (n. 1986)
                                - (4) Principe Tassilo di Schleswig-Holstein (n. 2023)

                              - (5) Principe Leopoldo di Schleswig-Holstein (n. 1991)

                            - (6) Principe Alessandro di Schleswig-Holstein (n. 1953)
                              - (8) Principe Giuliano di Schleswig-Holstein (n. 1997)

                    - Cristiano IX Re di Danimarca (1818–1906)
                      - Federico VIII Re di Danimarca (1843–1912)
                        - Cristiano X Re di Danimarca (1870–1947)
                          - Principe Knud di Danimarca (1900–1976)
                            - (9) Conte Ingolf di Rosenborg (n. 1940)

                        - Haakon VII Re di Norvegia (1872–1957)
                          - Olav V Re di Norvegia (1903–1991)
                            - (10) Harald V Re di Norvegia (n. 1937)
                              - (11) Principe Haakon di Norvegia (n. 1973)
                                - (12) Principe Sverre Magnus di Norvegia (n. 2005)

                        - Principe Harald di Danimarca (1876–1949)
                          - Conte Oluf di Rosenborg (1923–1990)
                            - (13) Conte Ulrik Harald di Rosenborg (n. 1950)
                              - (14) Conte Philip Oluf di Rosenborg (n. 1986)

                      - Giorgio I Re di Grecia (1845–1913)
                        - Costantino I Re di Grecia (1868–1923)
                          - Paolo Re di Grecia (1901–1964)
                            - Costantino II Re di Grecia (1940–2023)
                              - (15) Principe Paolo di Grecia e Danimarca (n. 1967)
                                - (16) Principe Costantino Alessio di Grecia e Danimarca (n. 1998)
                                - (17) Principe Achille Andrea di Grecia e Danimarca (n. 2000)
                                - (18) Principe Odisseo Kimon di Grecia e Danimarca (n. 2004)
                                - (19) Principe Aristide Stavros di Grecia e Danimarca (n. 2008)

                              - (20) Principe Nicola di Grecia e Danimarca (n. 1969)
                              - (21) Principe Filippo di Grecia e Danimarca (n. 1986)

                        - Principe Andrea di Grecia e Danimarca (1882–1944)
                          - Principe Filippo, Duca di Edimburgo (1921–2021)
                            - (22) Carlo III del Regno Unito (n. 1948)
                              - (23) William, principe del Galles (n. 1982)
                                - (24) Principe George di Galles (n. 2013)
                                - (25) Principe Louis di Galles (n. 2018)

                              - (26) Principe Henry, duca di Sussex (n. 1984)
                                - (27) Principe Archie di Sussex (n. 2019)

                            - (28) Principe Andrea, duca di York (n. 1960)
                            - (29) Principe Edoardo, duca di Edimburgo (n. 1964)
                              - (30) Principe James, conte di Wessex (n. 2007)

                        - Principe Cristoforo di Grecia e Danimarca (1888–1940)
                          - (31) Principe Michele di Grecia e Danimarca (n. 1939)

                      - Principe Valdemaro di Danimarca (1858–1939)
                        - Principe Axel di Danimarca (1888–1964)
                          - Conte Flemming Valdemar di Rosenborg (1922–2002)
                            - (32) Conte Axel di Rosenborg (n. 1950)
                              - (33) Conte Carl Johan di Rosenborg (n. 1979)
                                - (34) Conte Valdemar di Rosenborg (n. 2014)

                              - (35) Conte Alexander Flemming di Rosenborg (n. 1993)

                            - (36) Conte Birger di Rosenborg (n. 1950)
                            - (37) Conte Carl Johan di Rosenborg (b. 1952)

                        - Conte Erik di Rosenborg (1890–1950)
                          - Conte Christian Edward di Rosenborg (1932–1997)
                            - (38) Conte Valdemar Christian di Rosenborg (n. 1965)
                              - (39) Conte Nicolai Christian Valdemar di Rosenborg (n. 1997)

  - Adolfo, Duca di Holstein-Gottorp (1526–1586)
    - Giovanni Adolfo, Duca di Holstein-Gottorp (1575–1616)
      - Federico III, Duca di Holstein-Gottorp (1597–1659)
        - Cristiano Alberto, Duca di Holstein-Gottorp (1641–1695)
          - Federico IV, Duca di Holstein-Gottorp (1671–1702)
            - Carlo Federico, Duca di Holstein-Gottorp (1700–1739)
              - Pietro III Imperatore di Russia (1728–1762)
                - Paolo I Imperatore di Russia (1728–1762)
                  - Nicola I Imperatore di Russia (1796-1855)
                    - Alessandro II Imperatore di Russia (1818-1881)
                      - Granduca Paolo Alexandrovich di Russia (1860-1919)
                        - Granduca Dmitri Pavlovich di Russia (1891-1941)
                          - Principe Paul Dimitrievich Romanovsky-Ilyinsky (1928-2004)
                            - (40) Principe Dimitri Pavlovich Romanovsky-Ilyinsky (n. 1954)
                            - (41) Principe Michael Pavlovich Romanovsky-Ilyinsky (n. 1961)

                      - Principe Georgij Alexandrovich Yurievsky (1872-1913)
                        - Principe Aleksandr Georgijevich Yurievsky (1900-1988)
                          - (42) Prince Georgij Alexandrovich Yurievsky (b. 1961)

                    - Granduca Michele Nicolaevich di Russia (1832-1909)
                      - Granduca Alessandro Mikhailovich di Russia (1866-1933)
                        - Principe Andrea Alexandrovich di Russia (1897-1981)
                          - Principe Andrea Andreevich (1923-2021)
                            - (43) Principe Alessio Andreevich (n. 1953)
                            - (44) Principe Pietro Andreevich (n. 1961)
                            - (45) Principe Andrea Andreevich (n. 1963)

                        - Principe Rostislav Alexandrovich di Russia (1902-1978)
                          - Principe Rostislav Rostislavovich (1938-1999)
                            - (46) Principe Rostislav Rostislavovich (n. 1985)
                              - (47) Principe Rostislav Rostislavovich (n. 2013)
                              - (48) Principe Mikhail Rostislavovich (n. 2015)

                            - (49) Principe Nikita Rostislavovich (n. 1987)

                          - Principe Nicola Rostislavovich (1945-2000)
                            - (50) Principe Nicola Nicolaevich (n. 1968)
                            - (51) Principe Daniele Nicolaevich (n. 1972)
                              - (52) Principe Jackson Daniel Danielevich (n. 2009)

          - Principe Cristiano Augusto di Holstein-Gottorp (1673-1726)
            - Principe Giorgio Ludovico di Holstein-Gottorp (1719-1763)
              - Pietro I, Granduca di Oldenburg (1755-1829)
                - Augusto I, Granduca di Oldenburg (1783-1853)
                  - Pietro II, Granduca di Oldenburg (1827-1900)
                    - Federico Augusto II, Granduca di Oldenburg (1852-1931)
                      - Nicola, Duca di Oldenburg (1897-1970)
                        - Antonio Günther, Duca di Oldenburg (1923-2014)
                          - (53) Cristiano, Duca di Oldenburg (n. 1955)
                            - (54) Principe Alessandro di Oldenburg (n. 1990)
                            - (55) Principe Filippo di Oldenburg (n. 1991)
                            - (56) Principe Antonio Federico di Oldenburg (n. 1993)

                        - Principe Pietro di Oldenburg (1926-2016)
                          - (57) Principe Federico Augusto di Oldenburg (n. 1952)
                          - (58) Principe Nicola di Oldenburg (n. 1955)
                            - (59) Principe Cristoforo di Oldenburg (n. 1985)
                            - (60) Principe Giorgio di Oldenburg (n. 1990)
                            - (61) Principe Oscar di Oldenburg (n. 1991)

                          - (62) Principe Giorgio Maurizio di Oldenburg (n. 1957)

                        - Principe Federico Augusto di Oldenburg (1936–2017)
                          - (63) Principe Paolo Vladimiro di Oldenburg (b. 1969)
                            - (64) Principe Cirillo di Oldenburg (n. 2002)
                            - (65) Principe Carlo di Oldenburg (n. 2004)
                            - (66) Principe Paolo di Oldenburg (n. 2004)
                            - (67) Principe Luigi di Oldenburg (n. 2012)

                        - (68) Principe Huno di Oldenburg (n. 1940)
                        - (69) Principe Giovanni di Oldenburg (n. 1940)
                          - (70) Principe Costantino Nicola di Oldenburg (n. 1975)